# 仁和镇 (攀枝花市)
仁和镇，是中华人民共和国四川省攀枝花市仁和区下辖的一个乡镇级行政单位。2019年12月，撤销总发乡，将原总发乡和大河中路街道大河南路社区炳仁路中心线以南所属行政区域划归仁和镇管辖，将仁和镇花城社区、老街社区炳仁路中心线以北所属行政区域划归大河中路街道管辖。

## 行政区划
仁和镇下辖以下地区：
老街社区、仁和街社区、沙沟社区、大河社区、弯庄社区、土城街社区、沙沟村、莲花社区村、田坝村和干坝塘村。